# دانشکده علوم الهی گئورگیان
دانشکده علوم الهی گئورگیان (به ارمنی: Գևորգյան հոգևոր ճեմարան) یک دانشکده علوم الهی در ارمنستان است که در واغارشاپات واقع شده‌است.